# Аня Пенчева
Аня Ангелова Пенчева (*12 вересня 1957, Смолян) — болгарська кіноакторка, співачка, артистка театру, TV-персона. Фаворитка голови БНР Тодора Живкова. Також вважається секс-символом болгарської кіноіндустрії.

## Біографія
Невдовзі після народження у місті Смолян, її батьки переїжджають до Трояна.
1980 закінчила Національну академію театрального та кіномистецтва (ВИТИЗ). У кіно почала зніматися ще дитиною. Дебютувала 12-річною дівчиною в історичній художній стрічці «Цар Іван Шишман». Згодом працює у Молодіжному театрі у Софії. Неформально болгарська кінокритика називала Пенчеву фавориткою голови Болгарії Тодора Живкова, який справді виказував виняткові знаки уваги до акторки. Після закату слави Невени Коканової, Пенчеву називали новою дівою болгарського кіно.
Виконала низку пісень, які стали класикою болгарської естради.
Була двічі одружена, має двох дітей. Дочка Петя Дікова стала відомою журналісткою, а син Ангел Караньотов — багаторазовий чемпіон Європи з гоночних видів спорту.
У 2000-их роках активно співпрацює з розважальними телепроєктами.

### Фільмографія
- «Цар Иван Шишман» (1969)
- «Наковалня или чук (німецькою мовою Amboss oder Hammer sein)» (1972)
- «Последната дума» (1973)
- «Слънчев удар» (1977)
- «Бъди благословена» (1978)
- «Тайфуни с нежни имена» (1979)
- «От нищо нещо» (1979)
- «Почти любовна история» (1980)
- «Юмруци в пръстта» (1980)
- «Нощните бдения на поп Вечерко» (1980)
- «681 — Величието на хана (Хан Аспарух)» (1981)
- «Леталото» (1981)
- «Адаптация» (1981)
- «Есенно слънце» (1982)
- «Попередження» (1982)
- «Черно и бяло» (1983)
- «Златният век» (1984)
- "У пошуках капітана Гранта (фільм) (СССР, Болгарія) (1985)
- «Денят не си личи по заранта» (1985)
- «Пътят на музикантите» (1985)
- «Страстна неделя» (1986)
- «Небе за всички» (1987)
- «Пора насилля» (1988)
- "Голямата игра (1988)
- «Понеделник сутрин» (1988)
- «Брачни шеги» (1989)
- «Смертогонець IV: Матч титанів» (1991)
- «Кръговрат» (1993)
- «Жребият» (1993)
- «Испанска муха» (1998)
- "Акули 3 – Мегалодон (2002)
- «Хотел България» (2004)
- «Време за жени» (2006)